# Vandrande mosaiktrollslända
Vandrande mosaiktrollslända (Hemianax ephippiger) är en art i insektsordningen trollsländor som tillhör familjen mosaiktrollsländor.

## Kännetecken
Den vandrande mosaiktrollsländan har brungul grundfärg på kroppen, som skiftar i grönt på mellankroppen. Den för mosaiktrollsländorna typiska teckningen på bakkroppen är oftast svart, men kan också ha inslag av blått och rött. Vingarna är genomskinliga med brunaktigt vingmärke. Vingredden är upp till 105 millimeter och bakkroppens längd är 44 till 65 millimeter.

## Utbredning
Denna art finns från norra Afrika till Indien. Den är dock känd för att då och då ge sig ut på långa vandringar och har hittats så långt norrut som i Sverige och Norge, samt i Tyskland och på Storbritannien och Island, vilket är mycket ovanligt för trollsländor. 

## Levnadssätt
Den vandrande mosiktrollsländans habitat är framför allt ökenområden och den lägger ägg i stillastående vatten, som sjöar, dammar och våtmarker. Utvecklingstiden från ägg till imago är ett år. De i norra Europa funna exemplaren har hittats mellan juli och november. Troligtvis fortplantar den sig dock inte i dessa nordliga trakter. Längre söderut är flygtidens början april. 